# Litwinowia
Litwinowia là chi thực vật có hoa trong họ Cải.